# Bílkovice
Bílkovice (Duits: Bilkowitz) is een Tsjechische gemeente in de regio Midden-Bohemen en maakt deel uit van het district Benešov. Het dorp ligt op 7 km afstand van de Vlašim en op 12 km afstand van de stad Benešov.
Bílkovice telt 217 inwoners (2024).

## Geografie
De Chotýšanka, een zijrivier van de Blanice, stroomt langs de zuidoostkant van het dorp.
De gemeente bestaat uit de volgende plaatsen:
- Bílkovice;
- Moravsko;
- Takonín.

## Geschiedenis
De eerste schriftelijke vermelding van het dorp dateert van 1420.
Sinds 1960 is Bílkovice ingedeeld bij het district Benešov.

## Verkeer en vervoer

### Autowegen
Weg II/113 loopt door de gemeente en verbindt Bílkovice met Vlašim, Divišov en Chocerady.

### Spoorlijnen
Er is geen spoorlijn of station in de gemeente. Het dichtstbijzijnde station is Český Šternberk, op zo'n 13 km afstand.

### Buslijnen
Er zijn vijf bushaltes in de gemeente:
| Halte                       | Lijn | Traject           | Vervoerder   |
| --------------------------- | ---- | ----------------- | ------------ |
| Bílkovice                   | 793  | Ostředek - Vlašim | ČSAD Benešov |
| Bílkovice, Mlýn             | 793  | Ostředek - Vlašim | ČSAD Benešov |
| Bílkovice, Takonín          | 799  | Benešov - Vlašim  | ČSAD Benešov |
| Bílkovice, u Kapličky       | 799  | Benešov - Vlašim  | ČSAD Benešov |
| Bílkovice, Takonín, Rozchod | 799  | Benešov - Vlašim  | ČSAD Benešov |

### Fiets- en wandelroutes
- Fietsroute 0072 Postupice - Chotýšany - Bílkovice - Divišov - Český Šternberk;
- Wandelroute Ledečko - Divišov - Bílkovice - Domašín - Zajíčkov.

## Bezienswaardigheden
- Dorpskapel

## Galerij

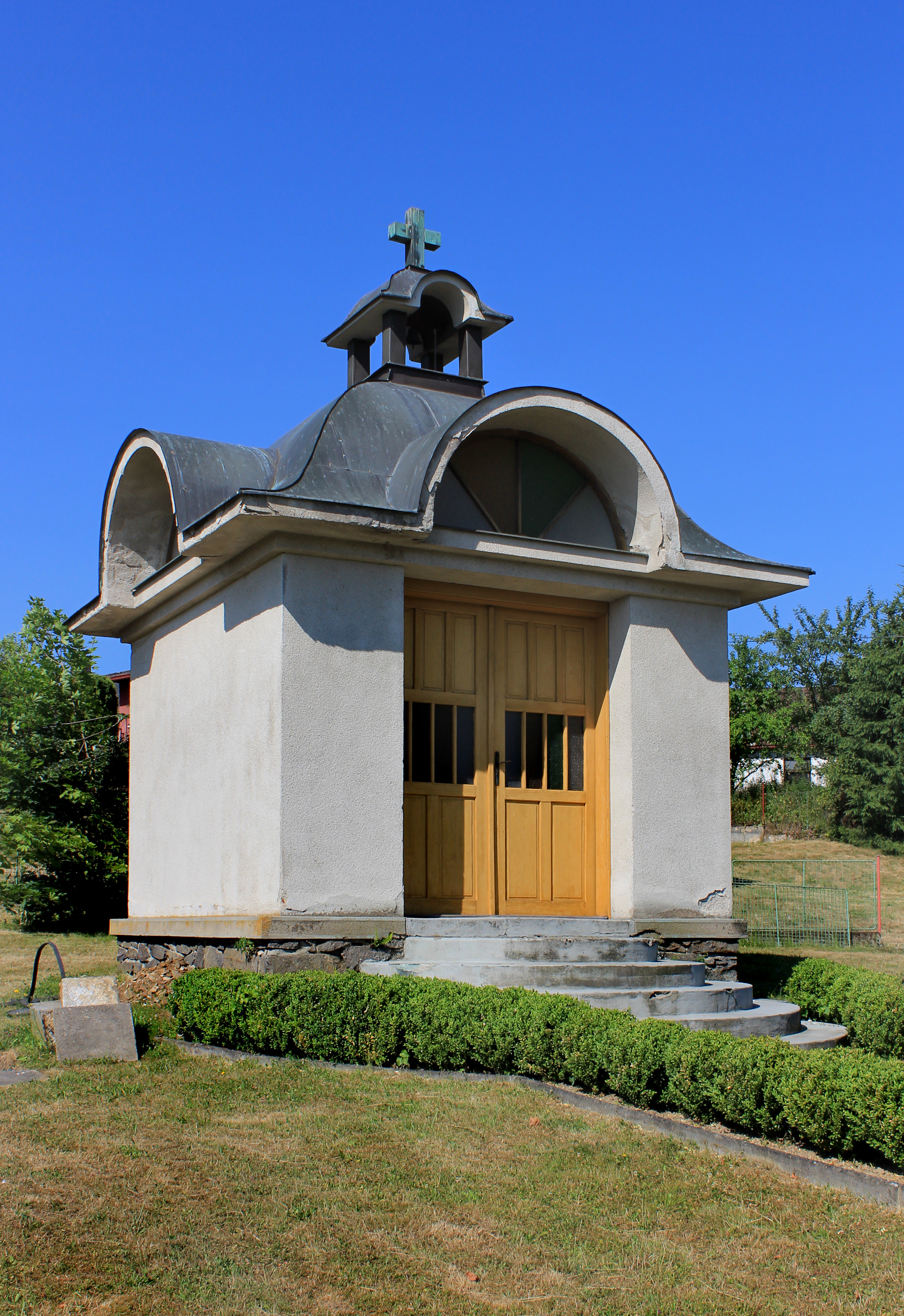
Dorpskapel (2015)
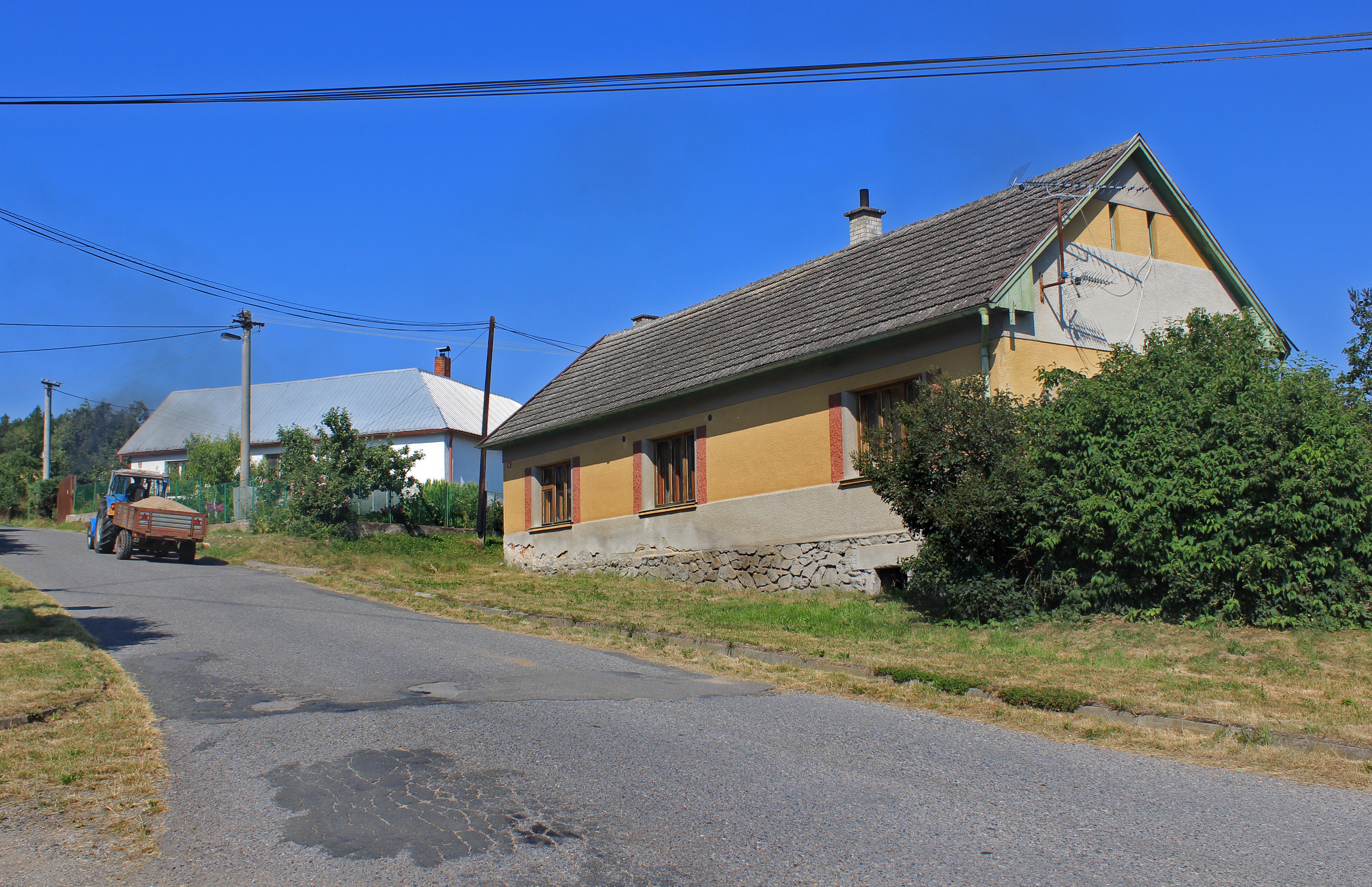
Huis op nr. 18 (2015)
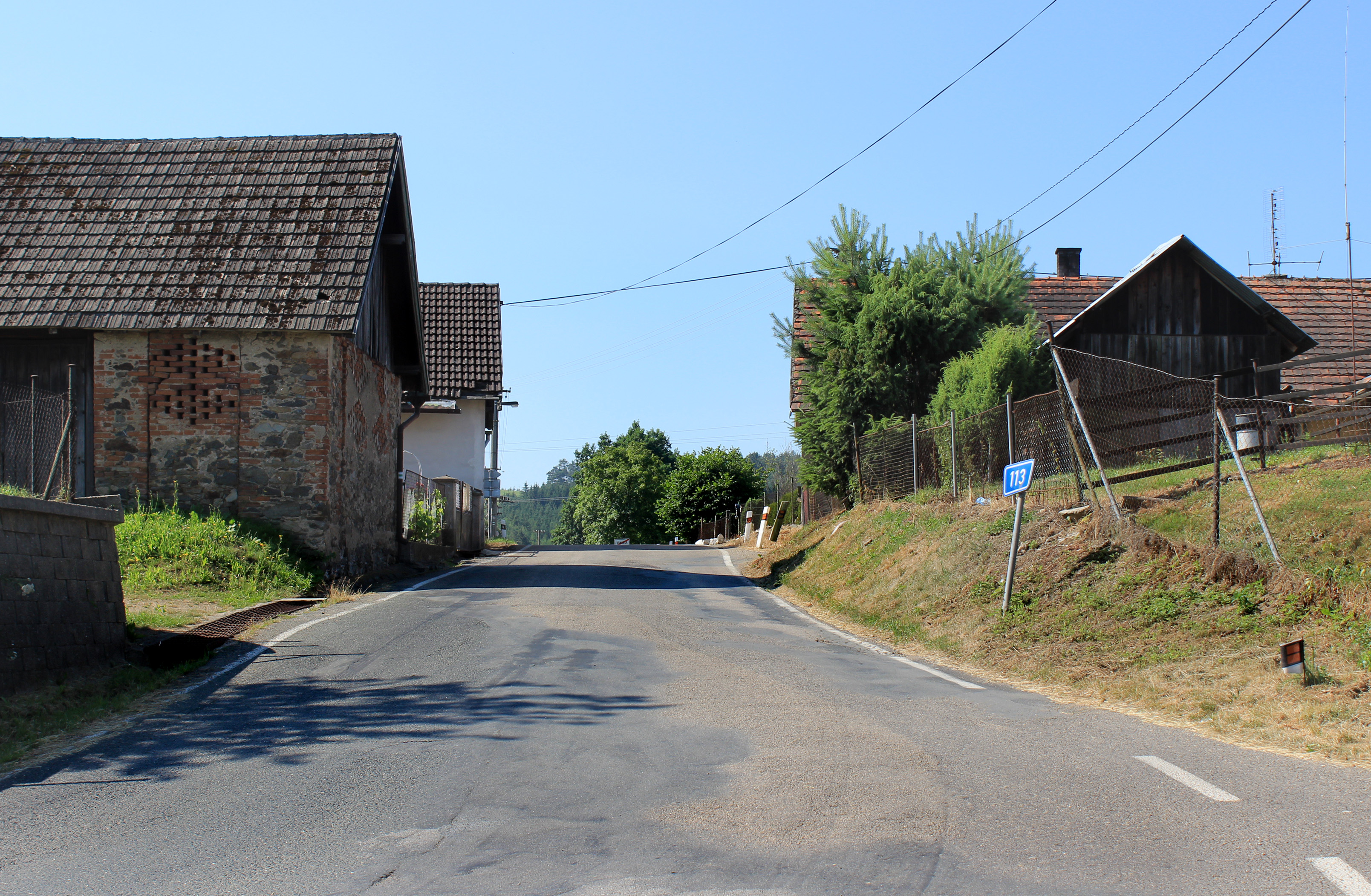
Oude boerderijen in het dorp (2015)